# Caroline Mitchell
Caroline Mitchell, geboren in Irland, mittlerweile in Großbritannien lebend, ist eine Schriftstellerin.

## Leben
Caroline Mitchell kommt ursprünglich aus Irland. Derweil lebt sie gemeinsam mit ihrem Mann, ihren drei Kindern und zwei Hunden an der Küste von Essex in einem Dorf.
Bevor sie sich 2016 in Vollzeit auf ihre schriftstellerische Tätigkeit konzentrierte, hat Mitchell neun Jahre bei der Polizei (CID) von Essex gearbeitet. Sie bekleidete dort den Dienstgrad eines Detective constable. Ihr Spezialgebiet waren Fälle häuslicher Gewalt und schwerwiegende sexuelle Straftaten.

## Schriftstellerische Tätigkeit
Mitchell ist durch Romane des Genre Psychothriller und Krimi bekannt geworden, in die auch ihre berufliche Erfahrungen beim CID mit einfließen.  Sie sieht sich beeinflusst von Autoren wie Stephen King und Paula Hawkins.  Mitchell schreibt sowohl Thriller-Serien, in denen Detectives (wie die des 5-teiligen Zyklus um Detective Inspector Amy Winter) oder Orte (wie  die 3-teilige Serie um Slayton Community) im Mittelpunkt stehen, als auch in sich abgeschlossene Werke. Beispiel hierfür ist der Thriller „Silent Victim“, der 2019 in deutscher Übersetzung vom Aufbau-Verlag herausgegeben wurde.
„The Midnight Man“ veröffentlicht bei Embla Books zählte zu den Finalisten der Kategorie Mystery der Audie Awards 2022. Das E-Book „Witness“ war als Best E-Book Original Novel für den International Thriller Award 2018 nominiert.

## Werke (Auswahl)

### Romantrilogie um Slayton Community
- The Midnight Man, Embla Books 2021.
- The Night Whispers, Embla Books 2022.
- The Bone House, Embla Books 2023.

### DI Amy Winter-Zyklus
- Truth and Lies, Thomas & Mercer, London 2018
- The Secret Child, Thomas & Mercer, London 2019.
- Left For Dead, Thomas & Mercer, London 2020.
- Flesh and Blood, Thomas & Mercer, London 2021.
- In Cold Blood, Caroline Mitchell, Middletown, 2022.

### In sich abgeschlossene Werke
- Witness, Thomas & Mercer, London 2016.
- Silent Victim, deutsche Ausgabe. Aufbauverlag, Berlin 2019.‎ ISBN 978-1-5420-4662-6 (Original 2018 bei Thomas & Mercer)
- The Village, Thomas & Mercer, London 2022.